# Hamish Linklater
Hamish Linklater (Great Barrington, 7 de julho de 1976) é um ator norte-americano, atuou como Matthew na sitcom da rede CBS: "The New Adventures of Old Christine". É filho da treinadora vocal, Kristin Linklater.

## Início
Linklater nasceu em 7 de julho de 1976, filho de Kristin Linklater - Professora de teatro e Presidente da Divisão de Atuação na Universidade de Colúmbia, e uma renomada professora vocal -, e de Jim Cormeny. Como era uma mãe solteira, Kristin criou seu filho em Berkshires, onde foi fundadora da Shakespeare & Company grupo de Drama. Seu filho tinha apenas oito anos, quando este começou a fazer papéis de Shakespeare. Linklater frequentou a Escola Commonwealth em Boston e o Amherst College.
Seu avô, Eric Linklater foi um notável romancista escocês, descendente da Suécia, e um dos fundadores da Scottish National Party. Seu tio, Magnus Linklater é um célebre jornalista escocês.

## Carreira
Enquanto ainda se firmava no teatro, fez sua estréia nas telonas no filme de 2000: "Groove". Isso trouxe na sequencia um papel como o correspondente Richard Roth da emissora CNN, no filme da HBO: "Live from Baghdad". Desde então apareceu em diversoso filmes como, "Quarteto Fantástico" (2005). Também teve um papel regular na série de TV "American Dreams", e também em "Gideon's Crossing". Foi o segundo na escolha para o papel de Logan, na série "Dark Angel" (2000-2002), mas o papel ficou com o escolhido Michael Weatherly.
Em julho de 2006, Linklater apareceu na peça "The Busy World Is Hushed", como o antagonista Jill Clayburgh. Também interpretou Hamlet no South Coast Repertory em Costa Mesa, California, e em Long Wharf Theater em New Haven. No Halloween de 2007, Linklater apareceu em um episódio intitulado "Girth", de "Pushing Daisies" da rede ABC, interpretando John Joseph Jacobs, um jóquei supostamente morto. Recentemente concluiu o thriller "The Violent Kind".

## Filmografia

### Cinema
| Ano  | Título                                    | Papel          | Notas          |
| ---- | ----------------------------------------- | -------------- | -------------- |
| 2000 | Groove                                    | David          |                |
| 2003 | Final Draft                               | Marty          |                |
| 2005 | Everything's Gone Green                   | William        | Curta-metragem |
| 2005 | Fantastic Four                            | Leonard        |                |
| 2006 | Affair Game                               | Henry          | Curta-metragem |
| 2008 | The Violent Kind                          | Frank          |                |
| 2010 | Evil Skrink                               | Simon          |                |
| 2011 | The Future                                | Jason          |                |
| 2012 | Battleship                                | Cal Zapata     |                |
| 2012 | Lola Versus                               | Henry          |                |
| 2012 | I'm Coming Over                           | Buffalo        | Curta-metragem |
| 2013 | 42                                        | Ralph Branca   |                |
| 2013 | Redemption Trail                          | David          |                |
| 2014 | The Angriest Man in Brooklyn              | Tommy Altmann  |                |
| 2014 | Magic in the Moonlight                    | Brice Catledge |                |
| 2015 | One More Time                             | Tim            |                |
| 2015 | Ithaca                                    | Tom Spangler   |                |
| 2015 | The Big Short                             | Porter Collins |                |
| 2017 | A Midsummer Night's Dream                 | Lisandro       |                |
| 2017 | Unicorn Store                             | Gary           |                |
| 2018 | You Can't Say No                          | Miles          |                |
| 2018 | Paper Year                                | Noah Bearinger |                |
| 2020 | 10 Things We Should Do Before We Break Up | Benjamin       |                |
| 2022 | Dead for a Dollar                         | Martin Kidd    |                |
| 2024 | Nickel Boys                               | Spencer        |                |
| 2024 | Barron's Cove                             | Lyle           |                |
| 2025 | Cattywampus                               | Max            | Curta-metragem |
| 2025 | A Big Bold Beautiful Journey              |                |                |

### Televisão
| Ano       | Título                              | Papel                 | Notas                              |
| --------- | ----------------------------------- | --------------------- | ---------------------------------- |
| 2000-2001 | Gideon's Crossing                   | Dr. Bruce Cherry      | 20 episódios                       |
| 2002      | Live from Baghdad                   | Richard Roth          | Telefilme                          |
| 2003      | Dragnet                             | Kevin Grimes          | Episódio: "The Magic Bullet"       |
| 2004      | American Dreams                     | Stan Silver           | 9 episódios                        |
| 2004      | Five Days to Midnight               | Carl Axelrod          | 5 episódios                        |
| 2006-2010 | The New Adventures of Old Christine | Matthew Kimble        | 88 episódios                       |
| 2007      | Pushing Daisies                     | John Joseph Jacobs    | Episódio: "Girth"                  |
| 2009      | Ugly Betty                          | Evan York             | Episódio: "Blue on Blue"           |
| 2012      | The Big C                           | Dave Cooper           | 4 episódios                        |
| 2012      | Law & Order: Special Victims Unit   | David Morris          | Episódio: "Manhattan Vigil"        |
| 2012-2013 | The Good Wife                       | David LaGuardia       | 2 episódios                        |
| 2013      | The Newsroom                        | Jerry Dantana         | 6 episódios                        |
| 2013-2014 | The Crazy Ones                      | Andrew Keanelly       | 22 episódios                       |
| 2017-2019 | Legion                              | Clark DeBussy         | 14 episódios                       |
| 2017      | Fargo                               | Larue Dollard         | 4 episódios                        |
| 2020      | Monsterland                         | Dr. Joe Keller        | Episódio: "New Orleans, Louisiana" |
| 2020      | The Stand                           | Dr. Jim Ellis         | Episódio: "The End"                |
| 2021      | Tell Me Your Secrets                | John Tyler            | 10 episódios                       |
| 2021      | Midnight Mass                       | Padre Paul            | 7 episódios                        |
| 2022      | Gaslit                              | Jeb Magruder          | 6 episódios                        |
| 2022      | Angelyne                            | Rick Krause           | 4 episódios                        |
| 2024      | Manhunt                             | Abraham Lincoln       | 7 episódios                        |
| 2024      | American Horror Story: Delicate     | Apresentador do Oscar | Episódio: "Little Gold Man"        |
| 2024-2025 | Batman: Caped Crusader              | Bruce Wayne / Batman  | 10 episódios                       |
| 2025      | Gen V                               | Cipher                |                                    |

### Teatro
| Ano  | Título                          | Papel                                    | Notas        |
| ---- | ------------------------------- | ---------------------------------------- | ------------ |
| 1999 | Hamlet                          | Laertes                                  | Off-Broadway |
| 2001 | Good Thing                      | Dean                                     | Off-Broadway |
| 2003 | Recent Tragic Events            | Andrew                                   | Off-Broadway |
| 2006 | The Busy World is Hushed        | Brandt                                   | Off-Broadway |
| 2009 | Twelfth Night                   | Andrew Aguecheek                         | Off-Broadway |
| 2011 | The School for Lies             | Frank                                    | Off-Broadway |
| 2011 | Seminar                         | Martin                                   | Broadway     |
| 2013 | The Comedy of Errors            | Antífolo de Siracusa / Antífolo de Éfeso | Off-Broadway |
| 2014 | Much Ado About Nothing          | Benedick                                 | Off-Broadway |
| 2015 | Posterity                       | Gustav Vigeland                          | Off-Broadway |
| 2015 | Cymbeline                       | Póstumo Leonato / Cloten                 | Off-Broadway |
| 2019 | The Pain of My Belligerence     | Guy                                      | Off-Broadway |
| 2019 | The Importance of Being Earnest | John Worthing                            | Broadway     |

## Vida pessoal
Linklater é casado desde 2002, com a escritora Jessica Goldberg. O casal deu à luz uma menina, Lucinda Rose, em abril de 2007.